# Uredo morvernensis
Uredo morvernensis är en svampart som beskrevs av Dennis 1983. Uredo morvernensis ingår i släktet Uredo, ordningen Pucciniales, klassen Pucciniomycetes, divisionen basidiesvampar och riket svampar. Inga underarter finns listade i Catalogue of Life.